# جوني بوشامب
جوني بوشامب (بالإنجليزية: Johnny Beauchamp)‏ هو سائق سباق أمريكي، ولد في 23 مارس 1923 في هارلان في الولايات المتحدة، وتوفي في 17 أبريل 1981.

## وصلات خارجية
- جوني بوشامب على موقع الموسوعة البريطانية (الإنجليزية)